# هدسپن، تاسمانی
هدسپن (به انگلیسی: Hadspen) یک شهرک در استرالیا است که در تاسمانی واقع شده‌است.